# 번인

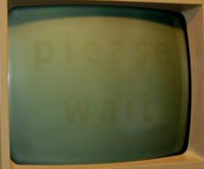
번인이 나타난 CRT 모니터. CRT의 경우 모니터가 꺼져도 나타난다.

번인, 번인현상, 화면 번인(Screen burn-in)은 CRT, PDP, OLED 디스플레이 또는 오래된 컴퓨터 모니터 또는 픽셀을 균일하지 않게 사용한 텔레비전 수상기와 같은 전자 디스플레이의 영역 변색을 말한다. LCD와 같은 디스플레이의 경우 이미지 지속이라는 현상이 발생할 수 있으며 이는 영구적이지 않다.

## 원인
형광체 기반 전자 디스플레이 (예: CRT 타입 컴퓨터 모니터 또는 플라즈마 디스플레이, 유기 발광 다이오드)를 사용하면 움직이지 않는 이미지 (텍스트 또는 그래픽)의 장시간 표시, 게임 또는 방송사의 로고같은 불균일한 픽셀 사용은 이러한 개체의 영구적인 잔상을 만들거나 이미지 품질을 떨어뜨릴 수 있다. 화상을 생성하기 위해 발광하는 형광체 화합물은 사용시 휘도를 잃기 때문이다. 고르지 않게 사용하면 시간이 지남에 따라 고르지 않은 광 출력이 발생하며 심한 경우 예전에 표시됐던 화상의 잔상이 생성될 수 있다. 잔상을 인식할 수 없더라도 화면 표시는 이미지 품질을 즉각적이고 지속적으로 저하시킨다.
눈에 띄는 번인이 발생하는 데 걸리는 시간은 사용된 형광체의 품질에서 서브 픽셀 사용의 불균일 정도에 이르기까지 많은 요소로 인해 달라진다. 화면에 특정 이미지 (예: 화면 상단 또는 하단의 메뉴 표시줄)가 지속적으로 표시되고 시간이 지남에 따라 눈에 띄는 잔상이 보이는 데 몇 주 밖에 걸리지 않는다. 드문 경우이지만 수평 또는 수직 편향 회로가 고장나면 모든 출력 에너지가 디스플레이의 수직 또는 수평선에 집중되어 거의 즉각적인 화면 번인을 유발한다.

## CRT

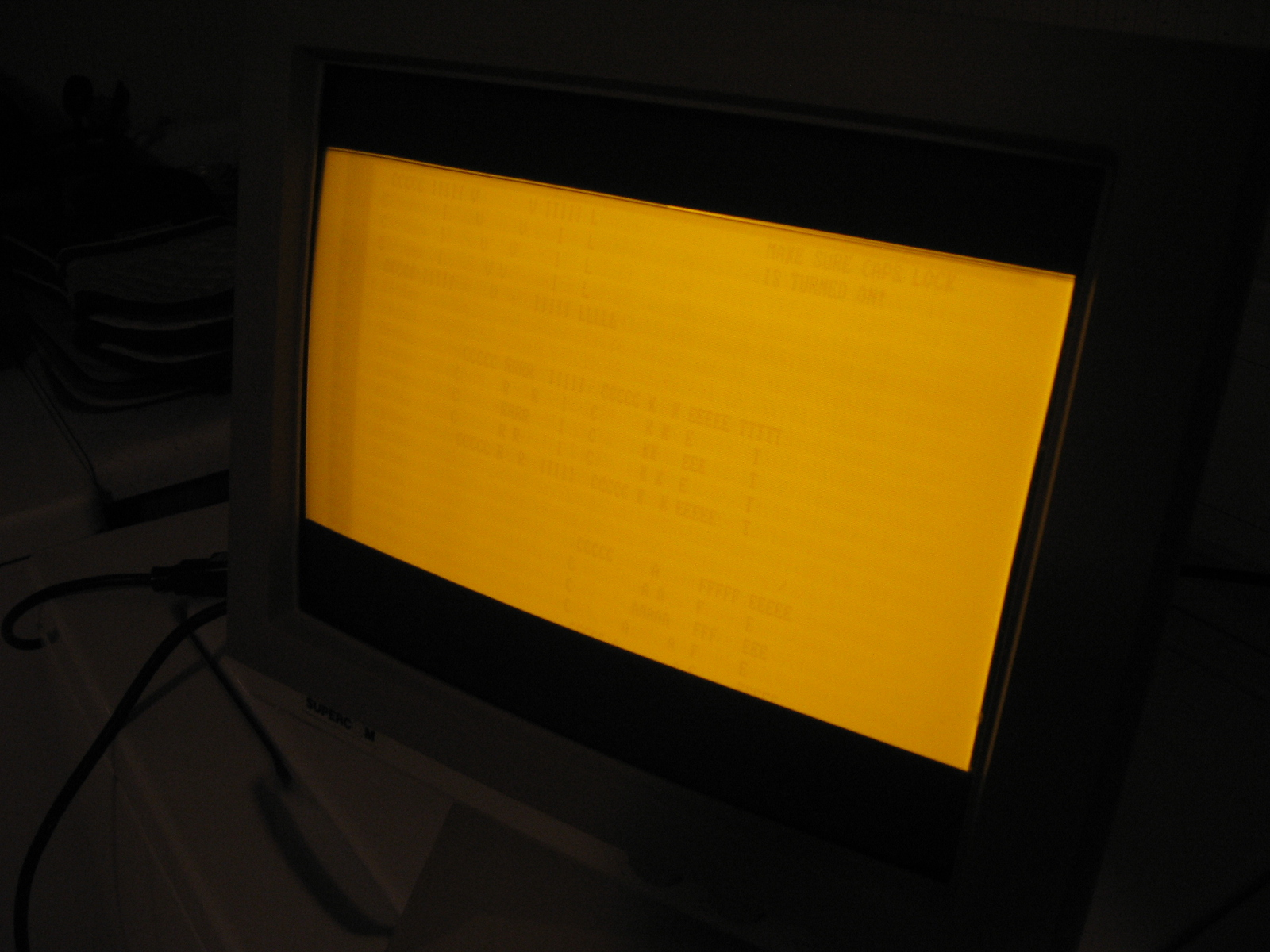
주황색 CRT 컴퓨터 모니터에서 나타난 번인.

형광체 번인은 특히 오래된 컴퓨터 시스템과 구형 단말기 스테이션에서 흔히 사용되는 호박색 또는 녹색 모노크롬 모니터와 같은 단색 CRT 화면에서 널리 관찰 할 수 있다. 이러한 화면은 대부분 움직이지 않는 이미지와 한 가지 밝기 (완전히 켜짐)로 표시 되었기 때문이다. 황색 형광체는 효율이 떨어지고 더 높은 빔 전류를 필요로하기 때문에 황색 화면은 녹색 또는 흰색 화면보다 더 민감하다. 대조적으로, 컬러 스크린은 3가지 개별 형광체 (적색, 녹색 및 청색)를 사용하여 특정 강도를 달성하기 위해 다양한 강도로 혼합되며 "일반적인" TV 시청은 색상 및 화면상의 객체 배치가 균일하게 사용된다.
신형 CRT 디스플레이는 1960년대 이전의 구형 CRT보다 번인 가능성이 적다. 형광체 뒤에 알루미늄 층이 있어 보호 기능이 뛰어나기 때문이다. 형광체로부터 더 많은 빛을 사용자쪽으로 반사시키기 위해 알루미늄 층이 추가되었다. 또한, 알루미늄 층은 형광체의 이온 번인을 방지했으며, 구형 흑백 텔레비전에 공통적인 이온 트랩은 더 이상 필요하지 않았다.

## 플라즈마, LCD 및 OLED 디스플레이

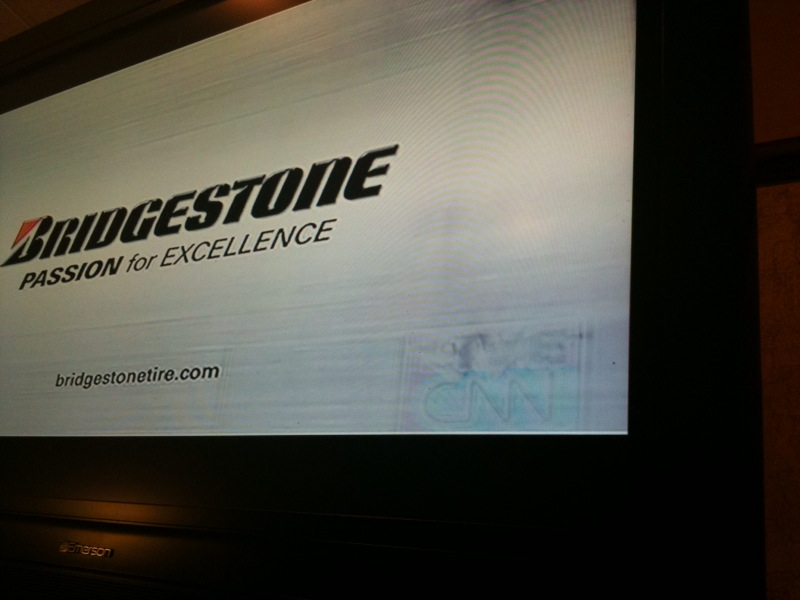
2008년경 CNN 로고의 극심한 번인을 보여주는 거의 2년된 LCD TV.

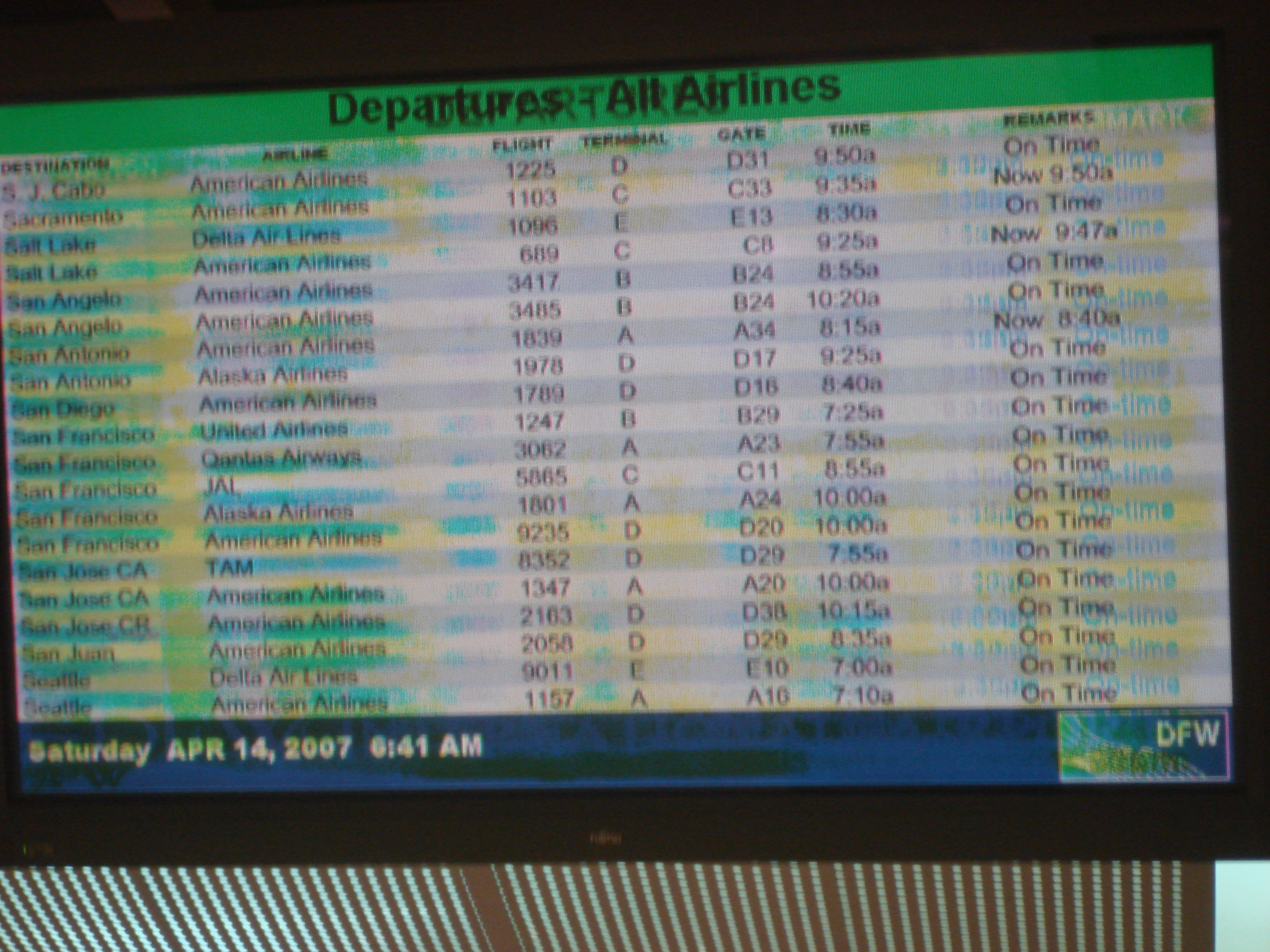
댈러스 포트워스 국제공항의 플라즈마 화면 번인

플라즈마 디스플레이는 번인에 매우 취약한 반면, LCD 디스플레이는 일반적으로 영향을 받지 않는다. RGB 기반 OLED는 시간이 지남에 따라 눈에 띄는 색 드리프트 (빨강-녹색-청색 중 하나가 더 두드러지게 나타남)를 유발한다.
LCD의 경우 번인의 원인은 플라즈마 및 OLED와 다르며, 발광 픽셀의 휘도 저하로 번인이 발생힌다. LCD의 경우, 정적 사용 프로필을 계속 사용하면 픽셀이 완화 된 상태로 돌아갈 수 있는 능력이 영구적으로 없어져 번인이 발생하는 경우가 있다. 가장 일반적인 사용 프로필에서 LCD의 이 이미지 지속은 일시적일 뿐이다.
플라즈마형 디스플레이와 LCD형 디스플레이는 모두 일시적인 이미지 지속이라는 유사한 현상을 나타내며, 이는 번인과 유사하지만 영구적이지 않다. 플라즈마형 디스플레이의 경우, 일시적인 이미지 지속은 픽셀 셀에서의 전하 축적 (번인에서와 같이 누적 휘도 열화가 아님)에 의해 발생하며, 어두운 배경에 있는 밝은 이미지가 어두운 배경으로만 전환될 때 가끔 볼 수 있다. 이 이미지 지속은 보통 일반적인 밝기의 이미지가 표시되면 원래대로 돌아가며, 디스플레이의 일반적인 시청 이미지 품질을 저하하지 않는다.

## 완화
화면 보호기는 번인현상을 막기 위한 유효한 방법이었다. 정적 이미지를 오랫동안 표시하는 픽셀 또는 픽셀 그룹이 남아 있지 않도록하여 인광 광도를 유지했다. 현재의 화면 보호기는 사용하지 않을 때 화면을 끌 수 있다.
대부분의 경우 화면 보호기를 사용하는 것은 실용적이지 않다. 대부분의 플라즈마형 디스플레이 제조업체에는 이미지를 약간 이동하여 번인 속도를 줄이는 방법이 포함되어 있다. 화면 번인은 줄일 수 없지만 발생하는 잔상의 가장자리를 부드럽게 할 수 있다. 현대 OLED 디스플레이에도 유사한 기술이 존재한다. 예를 들어, OLED 디스플레이가 장착 된 안드로이드 웨어 시계 제조업체는 안드로이드 웨어가 화면 내용을 몇 픽셀씩 주기적으로 이동시키는 "화면 보호 기술"을 활성화할 수 있다.
다른 예로는 애플의 아이폰 X 및 삼성의 갤럭시 시리즈는 배터리, Wi-Fi, 위치 및 서비스 바에 대해 1분마다 픽셀을 동일하게 이동하여 번인을 완화하거나 지연시킨다. 또한 홈 화면에서 패럴랙스 스크롤을 사용하여 아이콘에 3D와 같은 효과를 줄 수 있다. 애플이 "시점 이동" 이라고하는 설정이다.
구글은 이러한 기술을 사용하도록 설정하면 워치페이스 개발자가 큰 픽셀 블록을 사용하지 않으므로 각 교대마다 다른 픽셀이 태워져 전체 픽셀 수명을 늘린다.
장시간 사용하지 않은 DVD 플레이어의 화면이나, 일시 정지 된 비디오를 이동하는 일부 TV의 화면 보호기가 있다.
화면 유형에 따라 완화 소프트웨어 및 완화 장치를 사용하여 화면 번인을 복구할 수도 있다. 안드로이드 폰의 OLED 화면의 경우 번인 감소 앱은 탐색 및 상태 표시줄의 이미지를 거꾸로 표시하여 (항상 표시되어 가장 많이 태워 질 가능성이 높은 요소) 반대 패턴으로 태울 수 있다. 서브픽셀이 더 높은 광도를 가지므로 번인으로 인한 잔상이 덜 보인다.

## 기타 노트
초기 텔레비전에서 가장 많이 사용되는 번인 이미지는 RCA 인디언 헤드 테스트 패턴의 것으로 알려져 있으며, 이는 종종 공식 텔레비전 방송국 사인 오프를 따른다. 이것은 시청자가 하루가 끝날 때 텔레비전을 켜둔 상태로 놔뒀기 때문에 발생했으며 텔레비전 제조업체가 권장하지 않았다.